# Saint-Laurent-Chabreuges
Saint-Laurent-Chabreuges è un comune francese di 245 abitanti situato nel dipartimento dell'Alta Loira della regione dell'Alvernia-Rodano-Alpi.

## Società

### Evoluzione demografica
Abitanti censiti